# Elongatomerionoeda
Elongatomerionoeda is een kevergeslacht uit de familie van de boktorren (Cerambycidae). De wetenschappelijke naam van het geslacht werd voor het eerst geldig gepubliceerd in 1977 door Hayashi.

## Soorten
Elongatomerionoeda omvat de volgende soorten:
- Elongatomerionoeda elegans Hayashi, 1977
- Elongatomerionoeda filipina Vives, 2009
- Elongatomerionoeda venusta Holzschuh, 2006